# Oro Mensah
Oliver Sauter (Zurigo, 9 maggio 1996) è un wrestler svizzero.
In precedenza era noto come Oliver Carter e ha militato ad NXT UK dove ha vinto una volta l'NXT UK Tag Team Championship insieme ad Ashton Smith.

## Carriera

### Primi anni (2012–2019)
Sauter combatté il suo primo incontro il 12 maggio 2012 nella Swiss Championship Wrestling sotto il ring name Mr. Exotic Erotic e perse contro Belthazar. Il 27 ottobre fece coppia con Cash Crash per vincere l'SCW Tag Team Championship, sconfiggendo Bad Snake e Magic Sly. Il regno durò fino al 28 settembre 2013, quando persero i titoli contro Pancho & Sancho. In seguito iniziò a competere per il New European Championship Wrestling all'inizio del 2014, dove sconfisse l'ex partner Cash Crash il 1º febbraio 2014. Durante l'anno combatté per la Swiss Wrestling Entertainment e la Classic Wrestling Entertainment. Nel corso del tempo ha militato per varie altre promozioni indipendenti, tra cui Westside Xtreme Wrestling, Rising Sun Wrestling, Frontier Championship Wrestling, German Hurricane Wrestling eFederazione tedesca di wrestling, vincendo vari titoli.

### WWE (2019–2025)

#### NXT UK(2019–2022)
Il 19 aprile 2019 Sauter fece il suo debutto ad NXT UK come Oliver Carter in un Dark match perso contro Kassius Ohno. Venne per lo più utilizzato come jobber, e il 7 marzo 2020 ad NXT UK partecipò ad una Battle Royal per determinare lo sfidante di Walter per l'NXT United Kingdom Championship ma venne eliminato. In seguito, si alleò con Ashton Smith, e nella puntata di NXT UK del 24 febbraio tentarono l'assalto all'NXT UK Tag Team Championship dei Moustache Mountain (Trent Seven e Tyler Bate) ma vennero sconfitti. La stessa scena si ripeté anche il 21 aprile, ad NXT UK, quando i Moustache Mountain superarono nuovamente Carter e Smith in un 2-out-of-3 Falls match per 2-1. Successivamente, in una puntata di NXT UK del 21 aprile (andata in onda il 2 giugno) Smith e Carter riuscirono a conquistare i titoli di coppia superando i Moustache Mountain in un Triple Threat Tag Team match che comprendeva anche la Die Familie (Rohan Raja e Teoman). Tuttavia, il 22 giugno, Carter e Smith dovettero rendere vacanti i titoli a causa di un infortunio di Smith al ginocchio (in onda il 23 giugno). Nella puntata di NXT UK del 6 luglio prevalse su Charlie Dempsey nel primo turno del torneo per l'NXT United Kingdom Championship.

#### NXT(2022–2025)
Nella puntata di NXT 2.0 del 13 settembre venne mandato in onda un video circa il suo debutto con il ring name Oro Mensah, debuttando poi la settimana dopo sconfiggendo Grayson Waller (grazie anche alla distrazione di Apollo Crews) qualificandosi per il Ladder match per il vacante NXT North American Championship a NXT Halloween Havoc. Durante l'evento, svoltosi il 22 ottobre, partecipò all'incontro che comprendeva anche Carmelo Hayes, Nathan Frazer, Von Wagner e Wes Lee ma fu quest'ultimo a vincere la contesa e il titolo. Nella puntata di NXT del 28 marzo prese parte ad una Battle Royal con in palio un posto per il match per l'NXT North American Championship a NXT Stand & Deliver ma venne eliminato. Il 28 maggio, ad NXT Battleground, effettuò un turn heel alleandosi con Noam Dar e sostenendolo nella difesa dell'NXT Heritage Cup contro Dragon Lee; in particolare, attaccò Nathan Frazer, che era all'angolo di Lee, ma non fu decisivo per la vittoria di Dar, dato che furono Lash Legend e Jakara Jackson ad aiutarlo. Nella puntata di NXT del 13 giugno venne incaricato da Noam Dar di difendere l'NXT Heritage Cup contro Nathan Frazer ma perse in un British Rounds Rules match per 2-1, così Dar perse il trofeo dopo 341 giorni di regno.
Il 2 maggio 2025 è stato licenziato insieme a numerosi altri colleghi.

## Personaggio

### Mosse finali
- Spinning heel kick

## Titoli e riconoscimenti
- Championship of Wrestling
  - cOw Heavyweight Championship (1)
  - cOw Interstate Championship (1)
- German Wrestling Federation
  - GWF Tag Team Championship (1) – con Senza Volto
- German Hurricane Wrestling
  - GHW Zero Gravity Cup Championship (1)
- New European Championship Wrestling
  - New World Heavyweight Championship (1)
- Swiss Championship Wrestling
  - SCW Tag Team Championship (1) – con Cash Crash
- Swiss Wrestling Entertainment
  - SWE Championship (1)
- WWE
  - NXT UK Tag Team Championship (1) – con Ashton Smith